# Gehorsamsverweigerung
Die Gehorsamsverweigerung, früher auch als Befehlsverweigerung bezeichnet, ist die Weigerung eines Soldaten, den Befehl eines Vorgesetzten auszuführen. Dieser wurde als Befehlsverweigerer bezeichnet. Die Verweigerung des Gehorsams gegenüber einem Befehl wird in allen Armeen der Welt mit schweren Strafen geahndet. Früher wurde sie nicht selten mit Erschießung geahndet.
Als Meuterei wird über die reine Gehorsamsverweigerung hinausgehend eine Revolte gegen Vorgesetzte bezeichnet. Sie ist sowohl im militärischen, als auch im zivilen Kontext anzutreffen. Vor allem die Meuterei in der Schifffahrt ist ein u. a. auch in der Literatur und in Filmen vielfach aufgegriffenes Thema. Strafrechtlich bewehrt ist die Meuterei in Deutschland daneben noch allgemein im Militär sowie im Strafvollzug.

## Gehorsamsverweigerung und Meuterei im deutschen Wehrstrafrecht

### Gehorsamsverweigerung
Gehorsamsverweigerung ist im deutschen Recht eine Straftat nach § 20 Wehrstrafgesetz (WStG). Gehorsamsverweigerung beinhaltet dabei nicht das einfache Nichtbefolgen eines erhaltenen Befehls, sondern
- sich mit Wort oder Tat gegen den Befehl aufzulehnen oder
- den Befehl auch nach dessen Wiederholung nicht auszuführen.

Demgegenüber ist das einfache Nichtbefolgen eines Befehls nur bei Eintritt einer schwerwiegenden Folge, wie etwa Gefahr für die Sicherheit der Bundesrepublik Deutschland, die Schlagkraft der Truppe, Leib oder Leben eines Menschen oder Sachen von bedeutendem Wert, die dem Täter nicht gehören, eine Straftat, nämlich „Ungehorsam“ nach § 19 Wehrstrafgesetz (WStG). Ansonsten kann es nur nach der Wehrdisziplinarordnung geahndet werden.
Auch das leichtfertige Nichtbefolgen eines Befehls, das eine schwere Folge nach sich zieht, reicht für die Strafbarkeit gemäß § 21 WStG aus.
Im zivilen Umfeld spricht man umgangssprachlich von einer „Befehlsverweigerung“, meint aber die hier rechtlich beschriebene „Gehorsamsverweigerung“. Befehlsverweigerung ist korrekterweise die Bezeichnung für die Weigerung eines vorgesetzten Soldaten, Untergebenen einen Befehl zu erteilen. Es sind vergleichsweise nur wenige Fälle von Befehlsverweigerung in Gerichtsakten dokumentiert.

### Meuterei
Als Meuterei gilt nach § 27 des deutschen Wehrstrafgesetzes, wenn sich Soldaten zusammenrotten und eine gemeinschaftlich begangene Gehorsamsverweigerung (§ 20), eine Bedrohung (§ 23), Nötigung (§ 24) oder einen tätlichen Angriff (§ 25) gegen einen Vorgesetzten durchführen. Die Zusammenrottung erfordert dabei ein räumliches Zusammentreten von mindestens zwei Personen.
Als Strafrahmen ist eine Freiheitsstrafe zwischen sechs Monaten und fünf Jahren vorgegeben, bei schweren Fällen als Rädelsführer oder der Verursachung einer schwerwiegenden Folge (Gefahr für die Sicherheit, die Schlagkraft der Truppe, Leib oder Leben oder fremden Sachen von bedeutendem Wert) zwischen einem und zehn Jahren. Bereits der Versuch und die Verabredung zur Gehorsamsverweigerung (Verabredung zur Unbotmäßigkeit) ist gemäß § 28 WStG strafbar, und für eine Beteiligung wird man selbst nach einem Rücktritt (also dem Entschluss, sich doch nicht zu beteiligen) noch bestraft.

### Straffreiheit
Im deutschen Wehrrecht gibt es heutzutage die Möglichkeit, straffrei den Gehorsam zu verweigern,
- wenn ein Befehl unverbindlich ist, insbesondere wenn er nicht zu dienstlichen Zwecken erteilt ist oder
- wenn er die Menschenwürde verletzt oder
- wenn durch das Befolgen eine Straftat begangen würde (§ 11 SG, § 22 WStG).
- wenn ein schwerer Verstoß gegen das Humanitäre Völkerrecht vorliegt.

Nicht ausgeführt werden darf (§ 11 Abs. 2 SG) ein Befehl, dessen Befolgen selbst eine Straftat oder einen schweren Verstoß gegen den Kerngehalt des Völkerrechts zur Folge hätte, wie beispielsweise die standrechtliche Erschießung von Gefangenen oder das grundlose Töten von Zivilisten.

## Meuterei in der Schifffahrt
§ 146 Abs. 1 in Verbindung mit § 145 Abs. 1 Nr. 16, § 124 Abs. 1 Satz 2 des Seearbeitsgesetzes (SeeArbG) bestraft die vorsätzliche Nichterfüllung einer vollziehbaren Anordnung eines zuständigen Vorgesetzten, die dazu dient, eine drohende Gefahr für Menschen, für das Schiff oder dessen Ladung abzuwehren, schwere Störungen des Schiffsbetriebs zu verhindern oder Vorschriften über die Schiffssicherheit zu erfüllen, mit Freiheitsstrafe bis zu fünf Jahren oder mit Geldstrafe.
Das rechtswidrige Übernehmen der Herrschaft über ein im zivilen Seeverkehr eingesetztes Schiff bzw. das Einwirken auf dessen Führung wird als Angriff auf den Seeverkehr (§ 316c StGB) mit Freiheitsstrafe von fünf bis fünfzehn Jahren, in minder schweren Fällen von einem bis zu zehn Jahren, bestraft.

## Meuterei im Strafvollzug
Im  Strafvollzug wird die gewaltsame Zusammenrottung von Strafgefangenen, um gewaltsam auf Justizbeamte einzuwirken oder den Ausbruch einzelner oder mehrerer zu ermöglichen, auch als Gefangenenmeuterei bezeichnet. Die Gefangenenmeuterei ist im deutschen Strafrecht in § 121 StGB definiert. Das Delikt ist  kein Unternehmensdelikt.
Die Vorschrift soll die Aufrechterhaltung der Ordnung in den Justizvollzugsanstalten und die Sicherheit der mit der Verwahrung befassten Amtsträger gewährleisten. Als Täter kommen allein Gefangene und Sicherungsverwahrte (§ 121 Abs. 4 StGB) in Betracht. Die Vorschrift ist unanwendbar auf Menschen, die wegen einer sonstigen Maßregel der Besserung und Sicherung untergebracht wurden. Nichtgefangene oder Nichtsicherungsverwahrte können jedoch Teilnehmer der Tat sein.
Das Zusammenrotten bedeutet, dass mindestens zwei Gefangene räumlich zusammentreten, um gemeinschaftlich einen gewaltsamen Zweck zu fördern. Nach innen hin muss der friedensstörende Wille in Erscheinung treten. Zusätzlich wird nach dem deutschen Strafrecht auch verlangt, dass die Täter mit vereinten Kräften handeln. Die Täter müssen ihre Tathandlung auf einen Gemeinschaftswillen gründen. Das Tatbestandsmerkmal bedeutet aber keineswegs technische Mittäterschaft.
Die Tat muss nicht innerhalb der Justizvollzugsanstalt stattfinden, sondern ist u. a. auch beim Transport denkbar.
Die Vollendung tritt mit der gewaltsamen Einwirkung oder dem Ausbruch ein. Der Versuch ist strafbar.
Gegen Gefangene darf in diesem Fall von der Schusswaffe nach § 100 Abs. 1 Nr. 2 Strafvollzugsgesetz Gebrauch gemacht werden.

## Geschichte

### Meutereien im Ersten Weltkrieg

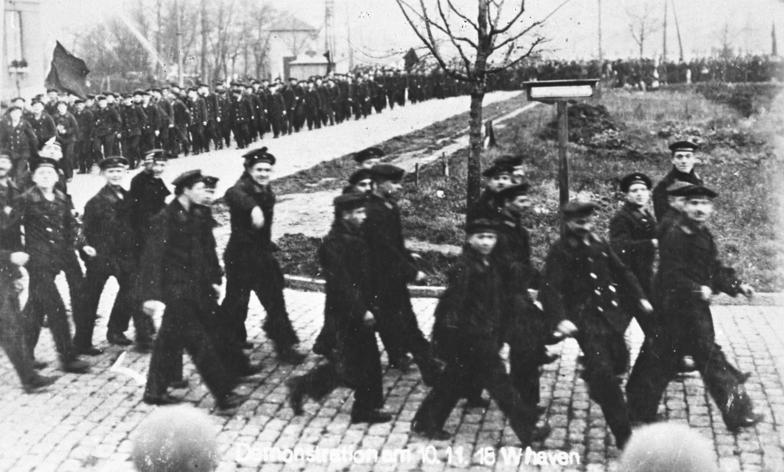
Demonstration der Matrosen in Wilhelmshaven, 10. November 1918

Im Frühjahr 1917 kam es nach gescheiterten Offensiven in der französischen Armee zu Meutereien, von denen zeitweilig bis zu 16 Korps erfasst wurden. Deshalb wurde der französische Oberbefehlshaber Nivelle durch General Pétain abgelöst, der die Verteidigung Verduns organisiert hatte. Durch den Übergang zu einer strikten Defensivhaltung konnte Pétain die Unruhe in der französischen Armee vorerst eindämmen. Gegen meuternde Soldaten wurde mit äußerster Härte vorgegangen. Kriegsgerichte fällten 629 Todesurteile, davon wurden 43 vollstreckt.
Pétain erkannte die Gefahr und sorgte für Verbesserungen bei der Verpflegung und bei den Ruhezeiten der Truppen. Die Soldaten wurden künftig durch sorgfältiger geplante und vorsichtigere Operationen sowie verstärkten Materialeinsatz etwas entlastet. In der Folge setzte in der französischen Armee ein langsamer Regenerationsprozess ein, die Moral festigte sich wieder.
1918 befahl die deutsche Admiralität ungeachtet der deutschen Waffenstillstandsbemühungen im Flottenbefehl vom 24. Oktober 1918 für den 29. Oktober das Auslaufen der Flotte zu einer letzten verzweifelten Schlacht („ehrenvoller Untergang“) gegen die überlegene Royal Navy. Daraufhin kam es in Wilhelmshaven zu Meutereien. Man verlegte die Flotte deshalb zum Teil nach Kiel und wollte die Meuterer bestrafen. Es brach ein Matrosenaufstand aus, der innerhalb weniger Tage zur Novemberrevolution anwuchs.

### Die Revolution von 1918/19
Ihren Ausgang hatte die Novemberrevolution mit der kollektiven Gehorsamsverweigerung (Meuterei) der Matrosen in Kiel genommen. Soldatenräte sollten ihren Forderungen Ausdruck verleihen. Eine spontane Bewegung erfasste weitere Hafenstädte und auch Mittel- und Süddeutschland. Beauftragte der Arbeiterparteien und Gewerkschaften übernahmen als Arbeiterräte oder Arbeiter- und Soldatenräte vor Ort die politischen Funktionen.
Die Revolution erfasste am 9. November auch Berlin, wo Reichskanzler Prinz Max von Baden aus Sorge vor einem radikalen politischen Umsturz eigenmächtig die Abdankung des Kaisers sowie den Thronverzicht des Kronprinzen bekanntgab und die Reichskanzlerschaft auf den Vorsitzenden der SPD, Friedrich Ebert, übertrug. Am Nachmittag desselben Tages rief Philipp Scheidemann die deutsche Republik aus.

### Zweiter Weltkrieg
Im Zweiten Weltkrieg wurden Befehlsverweigerer in Deutschland mit Freiheitsstrafe oder mit dem Tode bestraft. Unabhängig aus welchen Gründen sie ihre Tat begingen, wurden sie Opfer der NS-Militärjustiz.
Am 9. Juni 1942 erteilte Hitler dem Oberbefehlshaber des deutschen Afrikakorps, Generalfeldmarschall Erwin Rommel (Wüstenfuchs), schriftlich den Führerbefehl, dass deutsche politische Flüchtlinge, die auf französischer Seite im Afrikafeldzug kämpften, zu erschießen seien. Rommel verweigerte die Ausführung dieses Befehls.
Ein besonders bekanntes Beispiel von Befehlsverweigerung geschah im August 1944: Der deutsche Stadtkommandant von Paris, General Dietrich von Choltitz (1894–1966), kapitulierte und ignorierte damit einen Befehl Hitlers (Führerbefehl vom 23. August 1944, bekannt als „Trümmerfeldbefehl“), Paris zu verteidigen oder „nur als Trümmerfeld in die Hand des Feindes fallen“ zu lassen.
Gotthard Heinrici, ein mehrfach hochdekorierter General (Generaloberst seit 1. Januar 1943), hatte an der Ostfront in den Jahren 1944 und 1945 einige Rückzüge befohlen, ohne zuvor Hitler um Erlaubnis zu fragen. Er wurde von Hitler am 29. April 1945 (also am Tag vor Hitlers Suizid) seines Postens enthoben und sollte vor ein Kriegsgericht gestellt werden. Karl Dönitz, den Hitler zu seinem Nachfolger ernannt hatte, ignorierte dies und unternahm nichts gegen Heinrici.
Am 22. April 1945 befahl Hitler dem SS-Obergruppenführer Felix Steiner den Entsatzangriff seiner Armeegruppe in der Schlacht um Berlin. Steiner verweigerte diesen Führerbefehl als undurchführbar. Hitler erlitt einen Nervenzusammenbruch, als er dies erfuhr. Er klagte, nun sei alles verloren, auch die SS habe ihn verraten, und entließ Teile seines Stabes. Er beschloss, in Berlin im Führerbunker zu bleiben, und beauftragte seinen Chefadjutanten, SS-Obergruppenführer Julius Schaub, alle Papiere und Dokumente aus seinen Privattresoren in Berlin, in München und auf dem Berghof zu verbrennen. Am 30. April 1945 beging Adolf Hitler Suizid.
Im Zuge des Rückzugs im Rahmen des Westfeldzugs der Wehrmacht aus Bordeaux sollte im August 1944 der Hafen der Stadt gesprengt werden. Der damit beauftragte Sprengstoffspezialist Heinz Stahlschmidt weigerte sich und verhinderte somit die vollständige Zerstörung.
Auf dem deutschen Minensuchboot M 612 meuterte am 5. Mai 1945 die Besatzung, als das Minensuchboot entgegen den Bestimmungen der Teilkapitulation Order erhielt, von Dänemark nach Kurland zu laufen. Die Meuterei wurde zufällig von einem deutschen Schnellboot bemerkt und daraufhin niedergeschlagen. Elf Besatzungsmitglieder wurden noch am gleichen Tag nach einem Standgerichtsverfahren erschossen.

### Historische Brandbekämpfung
Nachdem in vielen Dörfern des Herrschaftsgebiets immer wieder ganze Häuserreihen abbrannten, wurden unter Pfalzgraf Karl IV. im Jahr 1772 strenge Anordnungen zur Verhütung eines Feuerbrandes erlassen. Hierin wurde auch festgelegt, dass Gehorsamsverweigerung dem Löschkommando gegenüber, unerlaubtes Entfernen von der Brandstätte oder absichtliches Beschädigen der Löschgeräte mit empfindlicher Leibesstrafe zu ahnden ist.

## Gehorsamsverweigerung in der Literatur
Eines der bedeutendsten literarischen Werke, das Gehorsam und Gehorsamsverweigerung zum zentralen Thema hat, ist Heinrich von Kleists Drama Der Prinz von Homburg.